# ヌボヤナ映画スタジオ
ヌボヤナ映画スタジオ(Nu Boyana Film Studios、ブルガリア語: Ню Бояна Филм) ブルガリアのソフィアにある映画スタジオである。
映画製作コンプレックスは1962年にオープンし、2005年にハリウッド、ニューイメージ、ミレニアムフィルムで最も長い歴史を持つ独立系映画会社の1つに買収されるまで国営だった。約30ヘクタール（75エーカー）の面積を持つこの複合施設には、10のサウンドステージと、ニューヨーク、ロンドン、中東の通り、セントポール大聖堂、ローマのコロッセオを備えた大きな古代のセットなど、さまざまなスタンディングセットがある。
ヌボヤナ映画スタジオは、ブルガリアの映画がピークに達した共産主義政権時代の映画製作の中心的な場所だった。2010年に、同社は、ギリシアのテルミに製作スタジオつきのヌボヤナ映画スタジオhellenic SAを設立した。 

## 制作

### 映画
スタジオで制作された中で最も世界的に人気のある作品:
- ブラック・ダリア (2006)
- ヒットマン (2007)
- エージェント・オブ・ウォー (2008)
- ユニバーサル・ソルジャー:リジェネレーション (2009)
- Ninja (2009)
- ザ・エッグ 〜ロマノフの秘宝を狙え〜 (2009)
- 呪怨ザグラッジ3(en:The Grudge 3) (2009)
- 第4種(en:The Fourth Kind) (2009)
- ウェイバック (2010)
- コナン・ザ・バーバリアン (2011)
- エクスペンダブルズ2 (2012)
- コン・ティキ (2012)
- ゲッタウェイ (2013)
- エンド・オブ・ホワイトハウス (2013)
- エクスペンダブルズ3 ワールドミッション (2014)
- 300 〈スリーハンドレッド〉 〜帝国の進撃〜 (2014)
- オートマタ (2014)
- ヘラクレス (2014)
- テルマエ・ロマエⅡ (2014)
- アサイラム 監禁病棟と顔のない患者たち (2014)
- サバイバー (2015)
- シラーズの9月(en:Septembers of Shiraz) (2015)
- カン・フューリー(en:Kung Fury) (2015)
- ボイカ:誰もが認める(en:Boyka: Undisputed) (2016)
- エンド・オブ・キングダム (2016)
- メカニック:ワールドミッション (2016)
- チャンプ (2016)
- 刑事 (2016)
- Vivegam (2017)
- ラビング・パブロ (2017)
- レザーフェイス (2017)
- ハンターキラー (2017)
- ヒットマンズ・ボディガード (2017)
- ブレットヘッド(en:Bullet Head) (2017)
- セキュリティ (2017)
- 復讐の行為(Acts of Vengeance) (2017)
- 読まれなかった小説 (en:The Wild Pear Tree)(2018)
- ランボー (2018)
- エンジェル (2018)
- 211 (film)|211 (2018)
- ヘルボーイ (2019)
- エンド・オブ・ステイツ (2019)
- 私たちが落ちた後 (2021)
- ティル・デス (2021)
- 悪魔の光 (2021)
- ヒットマンズ・ワイフズ・ボディガード (2021)
- 太陽は動かない(2021)

### テレビドラマ
- Absentia (Absentia)(2017) – AXN – ソニー・ピクチャーズ
- セクションゼロ (Section Zero)(2016) – Canal + Europa Corp.
- Plebs (2013 Present) – ITV2
- 古代ローマ:帝国の興亡(Ancient Rome: The Rise and Fall of an Empire) (2006) – BBC
- バーバリアンズライジング(Barbarians Rising) (2016) – 歴史チャンネル
- スパルタカス (2004)
- エイリアンズ (2016)
- Stolen Life (2016) - Nova Television
- ブロマンス (2017)
- アウトポスト(The Outpost) (2018)